# Комиссия Тиркеля
Комиссия Тиркеля — государственная комиссия по расследованию обстоятельств захвата израильскими ВМФ плывущего под коморским флагом турецкого судна «Мави Мармара», пытавшегося 31 мая 2010 года прорвать блокаду сектора Газа.
Названа по имени её председателя отставного судьи Верховного суда Израиля Яакова Тиркеля.

## Статус и состав комиссии
Комиссия была создана как независимая в составе 5 членов, однако уже 29 июня 2010 года Яаков Тиркель потребовал от министра юстиции Яакова Неэмана и главы правительства Биньямина Нетаниягу увеличить состав комиссии на два человека, значительно расширить её полномочия и придать статус государственной. 7 июля комиссия получила статус государственной, а в середине июля 2010 года, юридическая комиссия пополнилась двумя новыми членами. В неё вошли бывший дипломат и генеральный директор министерства иностранных дел Реувен Мерхав и профессор права Тель-Авивского университета Мигель Дойч..
Председатель комиссии
- Судья Верховного суда Израиля в отставке Яаков Тиркель. Родился в 1935 году в Тель-Авиве, окончил Еврейский университет в Иерусалиме. Много лет проработал судьей в Беэр-Шеве — сначала в мировом суде, затем в окружном, в том числе в качестве председателя окружного суда. Постоянным членом Верховного суда Тиркель стал в 1995 году, а в 2005 году вышел в отставку. По мнению ряда журналистов, Тиркель придерживается правых взглядов и считается ярым защитником принципа свободы слова.[4]

Члены комиссии от Израиля
- Шабтай Розен[англ.] (93) — юрист, дипломат. Уроженец Великобритании, военный летчик британских ВВС, участвовал во Второй мировой войне. В 1948-67 годах — юридический советник МИД Израиля, в 1967—1971 годах — посол Израиля в ООН. Обладает обширным опытом в международном праве. Профессор Бар-Иланского университета, работает также в Кембридже и университете Амстердама. Член Гаагской академии международного права, лауреат Премии Израиля по юриспруденции. Фотография престарелого профессора Розена в сопровождение филиппинского санитара-помощника по уходу, вызвала в озабоченность в израильской прессе[5]. 21 сентября 2010 года, до окончания работы комиссии, Розен скончался. По словам председателя комиссии Тиркеля, Розен «до самого конца был в ясном уме и демонстрировал потрясающую эрудицию»[6].
- Амос Хорев[англ.] (86) — служил в «Хагане», в «Пальмахе», с момента провозглашения независимости Израиля и до 1973 года — в рядах ЦАХАЛа. Последние должности — начальник отдела логистики и снабжения в генштабе ЦАХАЛа и советник замглавы Генштаба. После демобилизации занимал должность главного ученого министерства обороны, в течение десяти лет возглавлял хайфский «Технион». Имеет опыт работы в следственной комиссии такого рода: был членом комиссии, расследовавшей обстоятельства теракта, совершенного боевиками ФАТХ в городе Маалот, в 1974 году.
- Реувен Мерхав (76) бывший дипломат и генеральный директор министерства иностранных дел Израиля.
- Мигель Дойч (55) профессор права Тель-Авивского университета.

Иностранные наблюдатели комиссии

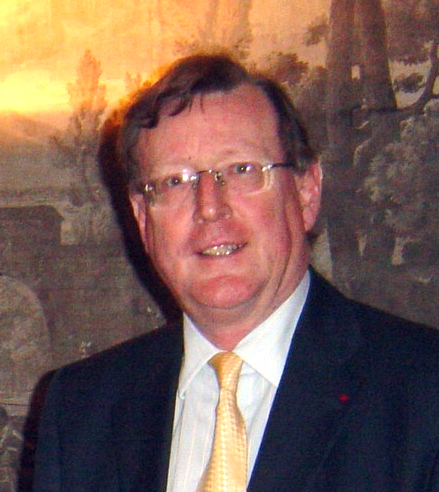
Барон Уильям Дэвид Тримбл

- Барон Уильям Дэвид Тримбл (66) — североирландский юрист и политик, в прошлом — лидер юнионистов, первый премьер-министр Северной Ирландии, лауреат Нобелевской премии мира за разрешение конфликта между протестантами и католиками в Северной Ирландии.[7]
- Бригадный генерал в отставке Кен Уоткин[англ.] (56) — канадский эксперт по международному военному праву, 24 года послужил в юридической системе канадской армии, занимался расследованием действий канадского контингента в Сомали, участвовал в расследовании геноцида в Руанде и в ряде других международных расследований. Член Галифаксского форума по международной безопасности.

## Полномочия
Комиссии поручено тщательное изучение всех аспектов операции по задержанию турецкого судна — проверка законности задержания судов флотилии в открытом море, проверка законности введения морской блокады сектора Газа и проверка законности действий организаторов попытки прорыва блокады.
Комиссия имеет полный доступ к материалам, который собирает для неё экспертная группа под руководством генерал-майора Гиоры Айленда. Все государственные органы обязаны оказывать комиссии полное содействие. Кроме того, поскольку комиссия независимая, она получила полномочия вызвать для дачи показаний министров правительства, начальника генерального штаба, а также и премьер-министра.
Решение о формате слушаний будут принимать члены комиссии.
Министр юстиции и Генеральный прокурор вручили Правительству постановление о назначении независимой общественной комиссии, возглавляемой почетным судьей Верховного суда, Яаковом Теркелем, для изучения событий в море 31 мая 2010. После правительственного обсуждения единогласно постановлено:

1. Назначить независимую общественную Комиссию, которую возглавит бывший судья Верховного суда, Яаков Тиркель, для изучения аспектов, касающиеся мер, принятых государством Израиль для предотвращения попытки судов добраться до берегов сектора Газа 31 мая 2010 ( далее Комиссия).
2. Состав Комиссии:
Участники:
Судья (в отставке) Яаков Тиркель, Председатель 

Шабтай Розен, член  

Амос Хорев, член
Два наблюдателя назначенные в  Комиссию, перечислены в пункте 3:
3. С учетом исключительных обстоятельств инцидента, было принято решение назначить двоих иностранных экспертов, которые будут служить в качестве наблюдателей, примут участие в слушаниях и обсуждениях Комиссии, хотя они не будут иметь права голоса в отношении работы и выводов комиссии.
Лорд Дэвид Тримбл, наблюдатель  

Кен Уоткин, наблюдатель
4. Комиссия должна представить свои выводы о соответствии мер, изложенных в пункте 1, и их целей, а также дополнительно предпринятых действий, нормам международного права.
С этой целью Комиссией будут рассмотрены следующие вопросы:
а) изучение состояния безопасности при введении морской блокады сектора Газа и соответствия морской блокады нормам международного права;
б) соответствие действий, предпринятых Израилем для осуществления морской блокады в инциденте 31 мая 2010, нормам международного права;
с) изучение действий, предпринятых организаторами флотилии и её участниками, а также установление их личности.
5. Кроме того, Комиссия будет рассматривать вопрос о соответствии механизма изучения и расследования жалоб и претензий, предъявленных в связи с нарушениями законов в процессе вооруженного конфликта в Израиле вообще и в настоящем инциденте в частности, международным правовым обязательствам государства Израиль.
6.
а) Комиссия может просить любое физическое или юридическое лицо, будь то израильтяне или иностранцы, свидетельствовать перед ней, или предоставить информацию другим образом, по вопросам, которые Комиссия считает имеющими отношение к своей работе.
б) Любая правительственная организация будет в полной мере сотрудничать с Комиссией и предоставлять информацию и документы, необходимые ей для выполнения своих функций, в том числе через свидетельства перед Комиссией.
в) Несмотря на сказанное выше в подпунктах (а) и (б), в связи с рассмотрением военных действий, изложенных в пункте 4 (б) данной резолюции, в отношении персонала вооружённых сил и других сил безопасности, Комиссия будет действовать исключительно в следующем порядке: она получит для рассмотрения документы, которые она требует, и также будет в состоянии просить от Главы Военного Следственного Комитета, уполномоченного Начальником Генерального Штаба Армии Обороны Израиля передать для её изучения итоговые результаты оперативных расследований, выполненных после инцидента. Если после просмотра вышеупомянутых результатов Комиссия посчитает, что существует необходимость в более углубленных или более широких исследованиях, она сможет потребовать от Главы Военного Следственного Комитета, уполномоченного Начальником Генерального Штаба Армии Обороны Израиля издать приказ о передаче для рассмотрения Комиссией результатов оперативно-розыскной деятельности, которая будет собрана в этой ситуации.
г) Однако, несмотря на вышесказанное в пункте (в), Комиссия может запросить любую информацию от Премьер-министра, министра обороны, других министров и начальника Генерального Штаба, в том числе путём дачи показаний комиссии.
7. Комиссия будет устанавливать свой собственный график и методы работы. Слушания Комиссии будут открытыми или закрытыми, что будет определяться Комиссией. Вместе с тем, Комиссия не будет проводить открытых слушаний, если такие слушания могут представлять угрозу национальной безопасности, международным отношениям государства , или если по мнению Комиссии существует другая законная причина.
8. Председатель Комиссии может решить, что определенные документы или определенная информация не будут доступны Наблюдателям, если он/она будет полагать, что предоставление им такой информации почти наверняка нанесет существенный вред национальной безопасности или Государственным международным отношениям.
9. Комиссия может уполномочить квалифицированных специалистов собирать материал, необходимый для работы Комиссии и помогать Комиссии в исполнении её обязанностей.
10. По завершении своей работы Комиссия представит Правительству через Премьер-министра свой доклад.
11. Комиссия опубликует свой доклад вскоре после его представления Правительству. Однако, те разделы доклада, в отношении которых Комиссия будет убеждена, выслушав мнение уполномоченного органа, что их публикация может нанести существенный ущерб национальной безопасности, международным отношениям, благополучию или личной жизни населения, конфиденциальности оперативных методов правомочного юридического лица, не будут опубликованы.
12. По завершении своей работы Комиссия разместит все протоколы своих заседаний, а также все материалы, представленные ей, в Государственном архиве.
13. Министерство финансов обеспечит Комиссии бюджет для найма штата помощников, объем которого будет определен Комиссией в соответствии с её потребностями. Кроме того, канцелярия Премьер-министра будет предоставлять Комиссии все необходимые средства для выполнения ею своих обязанностей.
14. Правительство принимает к сведению заявление Генерального прокурора, что в свете высокого государственного интереса в предоставлении Комиссии возможности найти правду, правоохранительные органы не будут использовать свидетельские показания, данные перед Комиссией или перед лицами, которые будут собирать информацию для Комиссии, в качестве доказательства в судебном разбирательстве.
Оригинальный текст (англ.)The Minister of Justice and the Attorney-General presented the Government with a resolution regarding appointing an independent public committee, headed by Emeritus Supreme Court Judge, Yaakov Terkel, to examine the events at sea of May 31, 2010. After the Government discussed the resolution, it decided unanimously:

1. To appoint an independent public Commission, headed by former Supreme Court Justice, Jacob Turkel, to examine the aspects set out herein relating to the actions taken by the State of Israel to prevent vessels from reaching the coast of the Gaza Strip on 31 May 2010 (hereinafter: the Commission).
2. The composition of the Commission:
Members:
Justice (Ret.) Jacob Turkel, Chairperson
Shabtai Rosenne, Member 
Amos Horev, Member
Two observers will be appointed to the Commission as detailed in paragraph 3:
3. In light of the exceptional circumstances of the incident, it was decided to appoint two foreign experts who will serve as observers that will take part in the hearings and deliberations of the Commission, although they will not have the right to vote in relation to the proceedings and conclusions of the Commission.
Lord David Trimble, Observer 
Ken Watkin, Observer
4. The Commission will submit its conclusions on the question of whether the actions set out in paragraph 1 and their objectives, as well as additional matters involved therein, were in conformity with the rules of international law.
For this purpose, the Commission will address the following issues:
a)      Examination of the security circumstances surrounding the imposition of the naval blockade on the Gaza Strip and the conformity of the naval blockade with the rules of international law.
b)      The conformity of the actions taken by Israel to enforce the naval blockade in the incident of 31 May 2010 with the rules of international law.
c)      Examination of the actions taken by the organizers of the flotilla and its participants, as well as their identity.
5. In addition, the Commission will examine the question of whether the mechanism for examining and investigating complaints and claims raised in relation to violations of the laws of armed conflict, as conducted in Israel generally, and as implemented with regard to the present incident, conform with the obligations of the State of Israel under the rules of international law.
6.
a)     The Commission may request any individual or entity, whether Israeli or foreign, to testify before it or to provide information to it by other means, on matters which the Commission believes to be relevant to its proceedings.
b)     Every relevant governmental body will cooperate fully with the Commission and will make available to the Commission information and documents required by it for the purposes of performing its function, including through testimony before the Commission.
c)     Notwithstanding the above in subsections (a) and (b), with regard to its examination of the military actions set out in paragraph 4(b) of this resolution, in respect of personnel of the military and other security forces the Commission will operate exclusively in the following manner: it will receive for its review the documents it requires and will also be able to request from the Head of the Military Investigative Team authorized by the IDF Chief of the General Staff to transfer for its review the summary findings of the operational investigations carried out following the incident. 
If after reviewing the said summary findings of the operational investigations the Commission considers that there exists a need for more in-depth or broader investigations, it will be able to request from the Head of the Military Investigative Team authorized by the IDF Chief of General Staff to issue an order to do so, and to transfer for the review of the Commission the summary findings of the operational investigations to be gathered in this context.
d)     However, notwithstanding the above in subsection (c), the Commission may request any information from the Prime Minister, the Minister of Defence, other Ministers and the IDF Chief-of-Staff, including through testimony before the Commission.
7. The Commission will establish its own schedule and method of work. Commission hearings will be public or closed, as will be determined by the Commission. However, the Commission will not hold a public hearing if such a hearing could endanger national security or the State's foreign relations, or if in the view of the Commission another legal reason exists to this effect.
8. The Commission Chairperson may determine that certain documents or certain information will not be made available to the Observers, if he/she believes that revealing such information to them is almost certain to cause substantial harm to national security or to the State's foreign relations.
9. The Commission may authorize qualified persons to gather material needed for the work of the Commission and to assist the Commission in its duties.
10. Upon completion of its work, the Commission will submit to the Government, by way of the Prime Minister, a report.
11. The Commission will publish its report soon after its submission to the Government. However, those sections of the report with regard to which the Commission is convinced, after hearing the opinion of the authorized bodies, that their publication could cause substantial harm to national security, foreign relations, or the well-being or privacy of an individual, or to confidential operational methods of an authorized entity, will not be published.
12. Upon completion of its work, the Commission will deposit all of the minutes of its proceedings, as well as all of the material brought before it, in the State archive.
13. The Ministry of Finance will provide the Commission with a budget for employing assistance staff, the scope of which will be determined by the Commission, in accordance with its needs, as determined by the Commission. In addition, the Office of the Prime Minister will provide the Commission with all the means required by it to carry out its duties.
14. The Government takes note of the statement of the Attorney General that in light of the vital public interest in allowing the Commission to seek the truth, law enforcement agencies will not make use of testimonies given before the Commission or before those individuals tasked with collecting information for the Commission, as evidence in a legal proceeding.

## Деятельность комиссии
16 июня 2010 года состоялось первое заседание комиссии. По сообщению радиостанции «Коль Исраэль», это было техническое заседание на котором члены комиссии обсуждали принципы своей будущей работы. Заседание проводилось на иврите. Для удобства работы иностранных наблюдателей был организован синхронный перевод на английский язык.
28 июня 2010 года заседание проходило в режиме открытом для прессы, демонстрировалось по телевидению.
Яаков Тиркель: 
Своим решением правительство никоим образом не ограничило временные рамки работы комиссии. Тем не менее, хочу отметить, что мы сделаем все возможное, чтобы наша работа была завершена как можно быстрее.
Как было рассказано журналистам, работа комиссии была запланирована в три этапа. Первый — показания свидетелей. Сначала, комиссия заслушала премьер-министра Биньямина Нетаниягу. Далее, перед комиссией предстал министр обороны Эхуд Барак. За ним — начальник Генштаба ЦАХАЛа Габи Ашкенази и другие ответственные лица.
На следующем этапе, комиссия получила результаты внутриармейской проверки из рук генерала запаса Гиоры Айленда под руководством которого проводится эта работа. После детального их изучения, комиссия провела третий этап — дополнительные показания.

## Критика комиссии
Ещё до начала работы комиссии, Турция и председатель ПНА Махмуд Аббас выразили недоверие израильскому расследованию, заявив, что оно не отвечает требованиям установленным Совбезом ООН. Тогда же израильская газета Гаарец, находящаяся в оппозиции к правительству Биньямина Нетаниягу, назвала расследование «фарсом», подвергнув сомнению её нейтральность и беспристрастность, а Генеральный секретарь ООН Пан Ги Мун заявил о требовании создать независимое расследование, и сказал что израильское расследование не будет иметь международного признания.

## Отчёт комиссии
Отчёт комиссии Тиркеля был опубликован 23 января 2011 года. Комиссия сочла, что Израиль не нарушил международное право, а военные действовали сдержанно и пытались остановить нарушившее блокаду судно без применения силы. ВМС Израиля не открывали огонь по кораблю, хотя, по мнению комиссии, международное право позволяло это сделать. Комиссия полагает, что на палубе «Мави Мармара» израильские солдаты вели себя сдержанно и использовали взвешенный подход, в отличие от боевиков IHH, которые не ограничивали себя в выборе средств. При этом комиссия указала, что на судне не было никакого гуманитарного груза, зато присутствовало большое количество холодного оружия.
Так же согласно сообщению официального сайта Министерства иностранных дел Израиля от 29 июня 2011 года комиссия Тиркеля пришла к следующим выводам::
1. В соответствии с международным правом, объявление морской блокады позволяет стране-участнику вооруженного конфликта предотвращать проникновение в запретную зону любого судна, пытающегося нарушить блокаду.
2. Комиссия установила, что правительство Израиля объявило морскую блокаду сектора Газа исключительно по соображениям безопасности и военной необходимости, как-то: необходимость предотвратить попадание в Газу террористов, вооружений и наличных денег, и предотвращение террористических вылазок из Газы. Блокада не имела своей целью ограничение поставок в Газу гуманитарных грузов либо нарушение коммерческих связей экономики сектора Газа с окружающим миром, поскольку на побережье сектора нет коммерческого порта и не было грузового фрахта.
3. Тем не менее, морская блокада является легитимной, даже будучи составной частью общей израильской стратегии по борьбе с режимом Хамаса в Газе.
Отвечая на вопрос «соответствует ли морская блокада нормам международного права», комиссия установила, что:
1. Эффективный контроль Израиля за происходящим на территории сектора Газа прекратился с завершением реализации «плана размежевания» в 2005 году. Соответственно, конфликт между Израилем и правящим в Газе режимом Хамаса носит международный, а не внутренний характер.
2. Руководство Сан-Ремо по международному праву, применимому к вооруженным конфликтам на море (далее «Руководство Сан-Ремо»), подготовленное группой специалистов по международному праву и военно-морских экспертов и являющееся сводом современных норм и законов войны на море, определило в разделе II («Методы ведения войны») формальные условия для объявления морской блокады:
93. Блокада должна быть объявлена, и уведомление о ней направляется всем воюющим и нейтральным государствам.
94. При объявлении блокады определяется её начало, продолжительность, местоположение, масштабы и период, в течение которого суда нейтральных государств могут покинуть блокированное побережье.
95. Блокада должна быть действительной. Вопрос действительности блокады есть вопрос факта.
96. Блокирующая сила может быть дислоцирована на расстоянии, определяемом требованиями военной обстановки.
97. Блокада может устанавливаться и поддерживаться сочетанием законных методов и средств ведения войны.
98. При наличии разумных оснований полагать, что торговое судно нарушает блокаду, это торговое судно может быть захвачено.
99. Блокада не должна преграждать доступ к портам и берегам нейтральных государств.
100. Блокада должна применяться на равных основаниях к судам всех государств".
Рассмотрев эти требования, комиссия пришла к выводу, что действия Израиля полностью их удовлетворяют.
3. В свете запретов, установленных «Руководством Сан-Ремо» на формы морской блокады, единственной целью которых является создание угрозы голода или препятствий для выживания гражданского населения либо чрезмерного ему ущерба, комиссия рассмотрела гуманитарные последствия всего комплекса ограничительных мер на перемещение грузов и людей через границы сектора Газа, установленных Израилем после захвата Хамасом власти в секторе в 2007 году. Комиссия установила, что Израиль
а) принимает все необходимые меры по предотвращению голода в секторе Газа
б) не противодействует доставке в Газу материалов, необходимых для выживания гражданского населения
в) не мешает доставке в Газу медикаментов, в том числе и по морю через Ашдодский порт и наземные КПП
г) с учётом резкого снижения числа ракетно-миномётных обстрелов израильской территории с момента введения блокады и предотвращения попыток Хамаса пополнить свои арсеналы и/или атаковать Израиль с моря, а также с учётом усилий Израиля по обеспечению населения Газы гуманитарными грузами, комиссия пришла к выводу, что военные преимущества блокады намного превышают ущерб, который она наносит гражданскому населению.
Комиссия отвергла обвинения в том, что морская блокада сектора Газа является якобы «коллективным наказанием» гражданского населения, и указала, что никто не имеет права нарушать блокаду, установленную в соответствии с законами войны на море, даже если она кажется ему слишком суровой по отношению к мирному населению. Комиссия пришла к однозначному и единодушному выводу:
«Установление военно-морской блокады сектора Газа было законным и соответствовало нормам международного права, с учётом угрозы безопасности Израиля и усилиям его правительства по выполнению своих гуманитарных обязательств».